# Théâtre de Van Campen

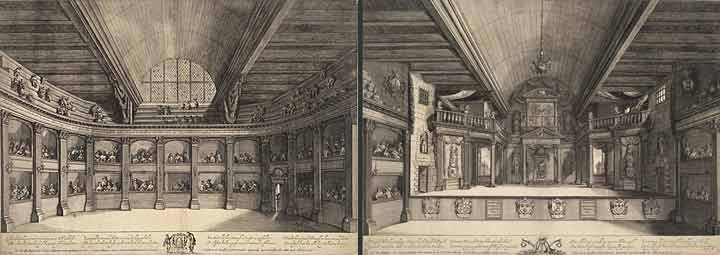
Intérieur du théâtre de Van Campen : à gauche la salle, à droite la scène (gravures sur cuivre par Salomon Savery)

Le théâtre de Van Campen était le premier théâtre de la ville d'Amsterdam, situé au Keizersgracht 384, où est actuellement établi l'hôtel The Dylan.  

## Historique

### 1637-1664

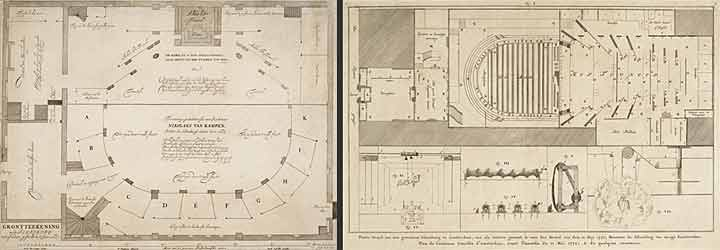
Plans du théâtre de Van Campen, par Philips Vingboons, qui dirigea la rénovation

Il fut construit sur les terrains appartenant à deux hospices : la Burger-Weeshuis, l'orphelinat, et la Oude-Mannen-huis, un genre de maison de repos pour hommes âgés, à la retraite.  Ces hospices bénéficiaient également des recettes.  Le théâtre, construit à partir de 1637, ne fut entièrement achevé qu'en 1639, bien que l'inauguration officielle eût déjà lieu en 1638.  Le nouvel édifice remplaça la première académie néerlandaise (Eerste Nederduytsche Academie) de Samuel Coster, située au même endroit. 
Cette académie avait été créée par Coster et le dramaturge Bredero en 1617, à l'instar du théâtre italien, avec comme objectif la diffusion et l'expansion de la science à travers des conférences dans la langue nationale, mais on y organisait aussi des concours d'escrime.  Elle fut inaugurée par un prélude, Apollo (Apollon), de Suffridus Sixtinus, suivi de la tragédie Moord beghaan aan Willem, Prinse van Oranje (Meurtre commis sur Guillaume, Prince d'Orange) de Gijsbrecht van Hoghendorp, et, le lendemain, de Warenar met de Pot, une comédie de Hooft. 
Coster et Bredero étaient membres de la chambre de rhétorique De Eglantier (L'Églantier) d'Amsterdam, qui avait la devise In Liefde Bloeyende (Florissant en amour).  À la fin du XVIe siècle et au début du XVIIe siècle, les rhétoriciens, grands amateurs de la poésie et de la rhétorique, furent à l'origine de l'art dramatique contemporain aux Pays-Bas. 
Au cours de l'âge d'or prospère s'est progressivement posée la nécessité d'un théâtre permanent faisant en même temps fonction de salle de concert.  La tentative de Jan Harmensz. Krul de créer une « chambre musicale » (Musyckkamer), en 1634, s'avéra un fiasco financier.  Inspiré du modèle fourni par le Théâtre olympique à Vicence, Jacob van Campen, alors un jeune talent, conçut un simple théâtre permanent en remplacement de l'Académie de Coster.  Le premier théâtre en pierre à Amsterdam aurait dû ouvrir ses portes le 26 décembre 1637 pour y représenter la pièce Gijsbrecht van Aemstel de Vondel.  Les reformés, ainsi que les régents issus de l’Eglantier ou l'ancienne « Vieille Chambre » de rhétorique, accusant Vondel de superstitions papales (« paapse superstitiën ») tentèrent d'empêcher la première, prévue pour le lendemain de Noël, se plaignant en particulier de l'évocation d'une cérémonie catholique dans la pièce.  Grâce à l'intervention du bourgmestre d'Amsterdam Cornelis de Graeff, le théâtre put être ouvert le 3 janvier 1638 par la représentation d'une Gijsbrecht légèrement modifiée.  À partir de 1643, des concerts spéciaux étaient destinés à un public payant. 
Les compagnies étrangères n'étaient pas autorisées à jouer dans ce théâtre.  Les hostilités pendant la guerre de Quatre-Vingts Ans et l'antipapisme, allant de pair avec celles-ci, exerçaient, de façon ininterrompue, une influence sur le répertoire.  Les pièces à contenu religieux ou d'envergure politique étaient interdites.  L'interdiction de jouer des pièces dramatiques bibliques signifie que la plupart des œuvres de Vondel ne pouvaient être réalisées (encore en 1654, la première de Lucifer de Vondel fut à l'origine de fortes émotions).
L'actrice célèbre Ariana Nozeman a été la première femme sur scène, jouant un rôle dans Onvergelijkelijke Ariane (L'incomparable Ariane) de J.J. Schippers, vraisemblablement le 19 avril 1655.

### 1664-1772

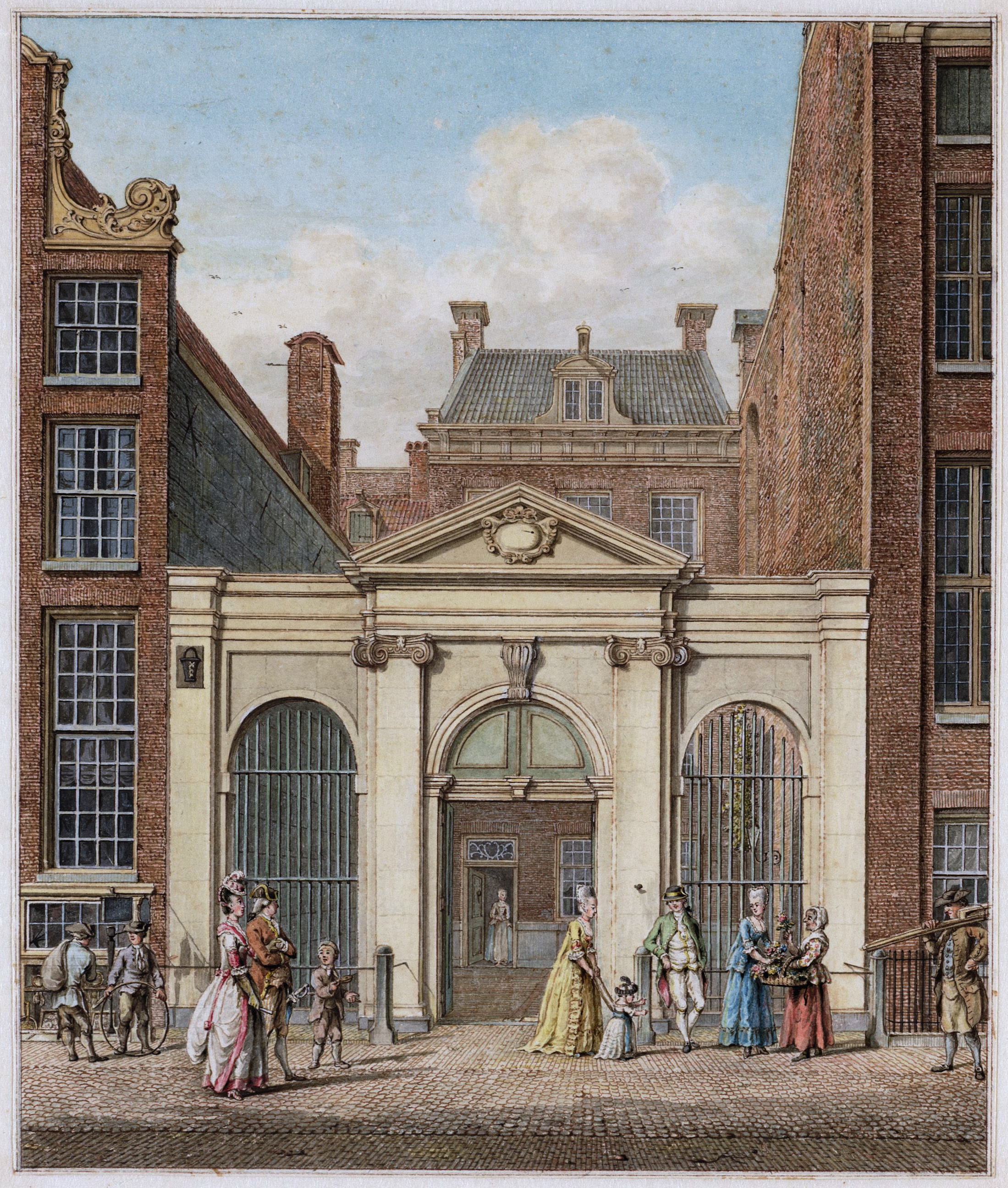
Hermanus Petrus Schouten. L'ancienne porte du théâtre. Vers 1790-1795. Amsterdam, Archives de la Ville d'Amsterdam

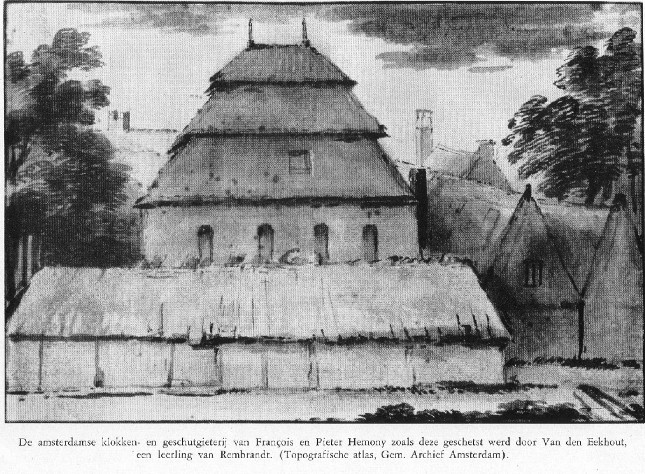
Après 1680, la fonderie de cloches des frères Hemony au Leidsegracht, a été utilisée une demi-année durant comme opéra

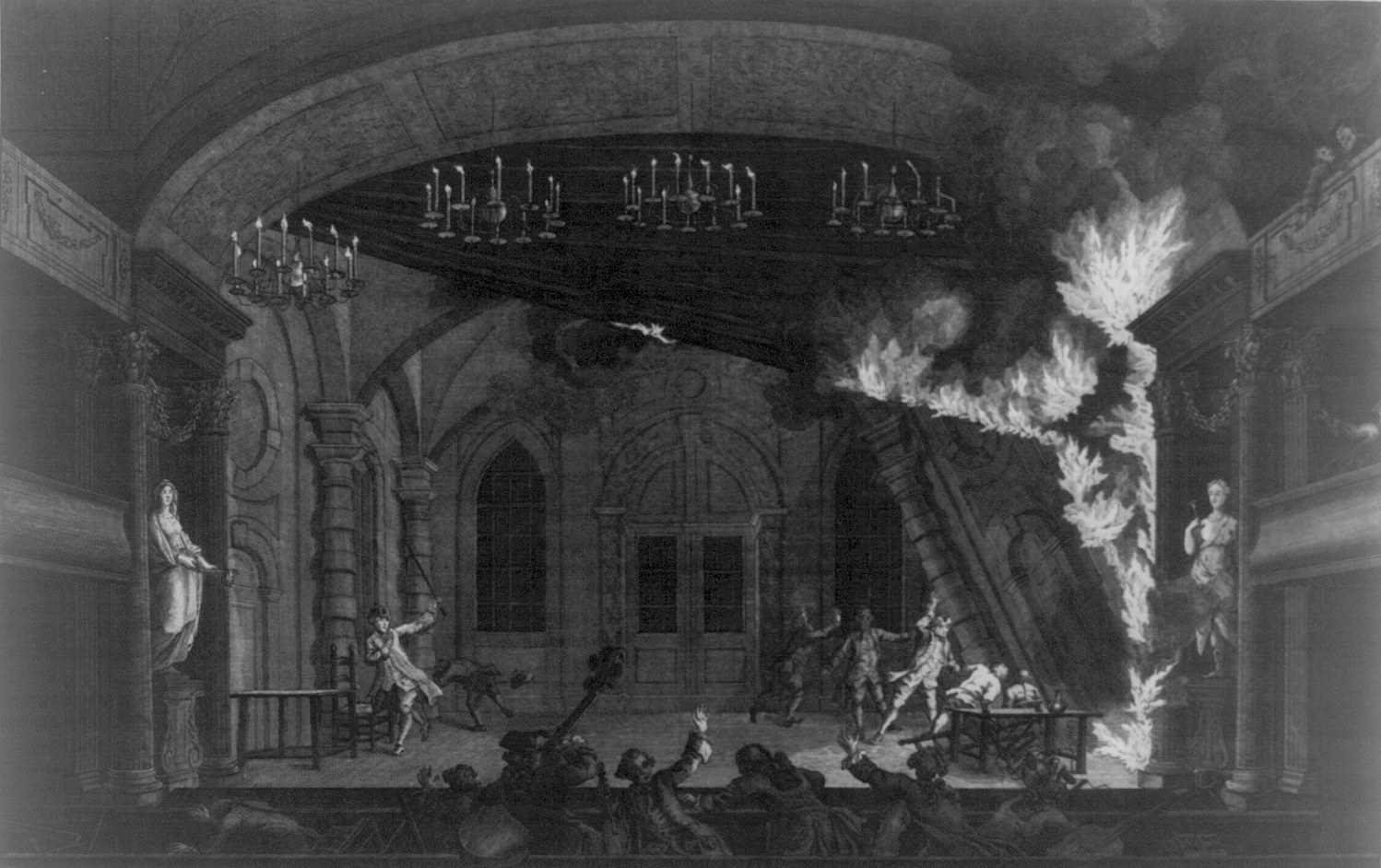
Incendie du théâtre d'Amsterdam en 1772

Le théâtre de Van Campen servit jusqu'en 1664.  Bientôt, le théâtre s'avéra trop petit et non conforme à l'idéal baroque de l'époque.  En outre, à cause de sa construction, il ne se prêtait que difficilement à des adaptations selon les besoins des pièces.  La fermeture du théâtre coïncida avec le déclenchement de la deuxième guerre anglo-néerlandaise en 1665,. 
L'intérieur du théâtre fut presque entièrement démoli et un morceau du jardin fut incorporé à la rénovation.  La première pierre fut posée le 24 mars 1664 par Maria Vos, fille du dramaturge Jan Vos.  Le nouveau théâtre, ouvert en 1665, était deux fois plus grand que celui de Van Campen : l'ancien bâtiment avait une superficie de 18,5 par 20,5 mètres, le nouveau une de 18,5 à 44 mètres. La scène avait été tournée d'un quart par rapport à l'ancien théâtre.  Un des peintres les plus populaires de la seconde moitié du XVIIe siècle, Gérard de Lairesse, avait coopéré à l'embellissement de l'intérieur,.
La machinerie de scène était certainement ce qu'il y avait de plus sensationnel.  Il y avait des coulisses et des décors rapidement interchangeables, peints de motifs en perspective.  Par des décors, des fermes, des machines et des trappes, contrebalancés par des poids, on pouvait faire descendre des personnes ou toutes sortes d'objets du ciel ou les faire disparaître dans le sol.  Il était de coutume d'arrêter de temps à autre l'action dramatique pendant la représentation en mettant en scène un « tableau vivant ».  Avec un tel tableau vivant, souvent composé, de manière somptueuse, de personnages immobiles aux gestes expressifs, en alternance avec les textes, on accentuait les points culminants visuels,. 
Un des acteurs remplissait également un genre de fonction de concierge (kastelein) et était de ce fait responsable du nettoyage et de l'entretien.  Plus tard seraient embauchés un maître d'orchestre, un maître de ballet, un machiniste et deux moucheurs de chandelles.  La chambre des régents fonctionnait comme une sorte de cour devant laquelle les joueurs devaient paraître après avoir commis une faute.  Les représentations duraient longtemps.  Pour maximiser l'utilisation de la lumière, on commençait l'après-midi à quatre heures.  Souvent, le public fut régalé d'une tragédie, d'une farce ou d'un ballet, alors que l'orchestre jouait des divertissements pendant les pauses.  
En raison de la menace étrangère et de la crise économique qui suivit, le théâtre fut fermé dans l'année désastreuse 1672, le Rampjaar.  Cinq ans plus tard, le 25 décembre 1677, le théâtre rouvrit ses portes par une représentation d’Isis (LWV 54), opéra composé par Giovanni Battista Lulli.  Très vite, le théâtre subit la concurrence de l'opéra italien de Théodore (ou Dirck) Strijcker, situé entre le Molenpad et le Leidsegracht.  Strijcker rencontra l'opposition des régents du théâtre, mais aussi des ministres d'Amsterdam.  En 1686, David Lingelbach, ancien barbier ou chirurgien, essaya de briser le monopole par une pièce proche du genre du Singspiel, représentée à l'Opéra néerlandais (Nederduitsche Opera) à Buiksloot, hors de la juridiction de la ville. 
Au XVIIIe siècle, de plus en plus on dansait pendant et après les spectacles.  Si, au début, il s'agissait de danses effectuées par les acteurs, plus tard on fit appel à des danseurs spécialisés.  En 1729, à nouveau, des problèmes surgirent au sujet du Gijsbrecht.  On supprima de nombreux passages dans lesquels Dieu fut appelé, bien que quelques allusions à Marie fussent autorisées.  Le théâtre dut fermer ses portes en mai 1747 à cause de la guerre avec la France et parce que les ministres réclamèrent de nouveau sa fermeture ; une mesure qui fut levée en 1749 lorsque, le 28 juillet, fut créée une pièce pastorale de Lucas Pater. 
Le 7 mai 1772, par le maniement imprudent d'une lampe à huile à la fin de la représentation par une compagnie flamande, une corde prit feu et, en quelques minutes, le feu consuma la scène.  Le théâtre brûla entièrement et il y eut 18 décès.  Les gravats furent tamisés pour récupérer l'or et les bijoux.  Le 18 août 1772, la propriété fut achetée par le Bureau des Pauvres Vieillards de l'Église catholique romaine (Roomsch Katholijke oude-Armen-Kantoor) pour abriter des personnes âgées démunies.

## Divers
En 1640, deux administrateurs catholiques furent nommés : Pieter Codde et Claes Cornelisz. Moeyaert.  Entre 1665 à 1669, Lodewijk Meyer fut l'un des directeurs dans la période où les morceaux de ses compagnons Andries Pels, comme lui membre du groupe Nil Volentibus Arduum, et Govert Bidloo obtenaient également beaucoup d'attention. Tobias van Domselaer fut régent du théâtre pendant 22 ans, dont 13 durant lesquels il partagea ce mandat avec Jan Vos qui, maintes fois réélu, occupera le poste pour 19 ans, de 1647 à 1667.  Le conseil d'administration du théâtre fut réduit à la moitié en 1691 pour ne garder que deux administrateurs.  Par la suite, Joan Pluimer et Pieter Bernagie se montrèrent des administrateurs importants. 
Cornelis Troost, l'un des peintres néerlandais les plus renommés de son époque, reçut une formation d'acteur et travailla entre 1719 et 1724 au Nouveau Théâtre d'Amsterdam (Nieuwe Amsterdamse Schouwburg).  En 1774, le premier théâtre de la ville fut ouvert au Leidseplein.  En 1786, la Comédie française fut ouverte et en 1791 le théâtre allemand (Hoogduitsche Schouwburg) dans l’Amstelstraat.